# Enoploteuthis leptura
Enoploteuthis leptura is een inktvissensoort uit de familie van de Enoploteuthidae. De wetenschappelijke naam van de soort is voor het eerst geldig gepubliceerd in 1817 door Leach.